# Leptocentrus comosus
Leptocentrus comosus är en insektsart som beskrevs av Capener 1972. Leptocentrus comosus ingår i släktet Leptocentrus och familjen hornstritar. Inga underarter finns listade i Catalogue of Life.